# Taschen
Taschen es una editorial fundada por Benedikt Taschen en Colonia (Alemania) en 1980 que se dedica especialmente a las publicaciones de arte, diseño, arquitectura, fotografía y cine.

## Historia

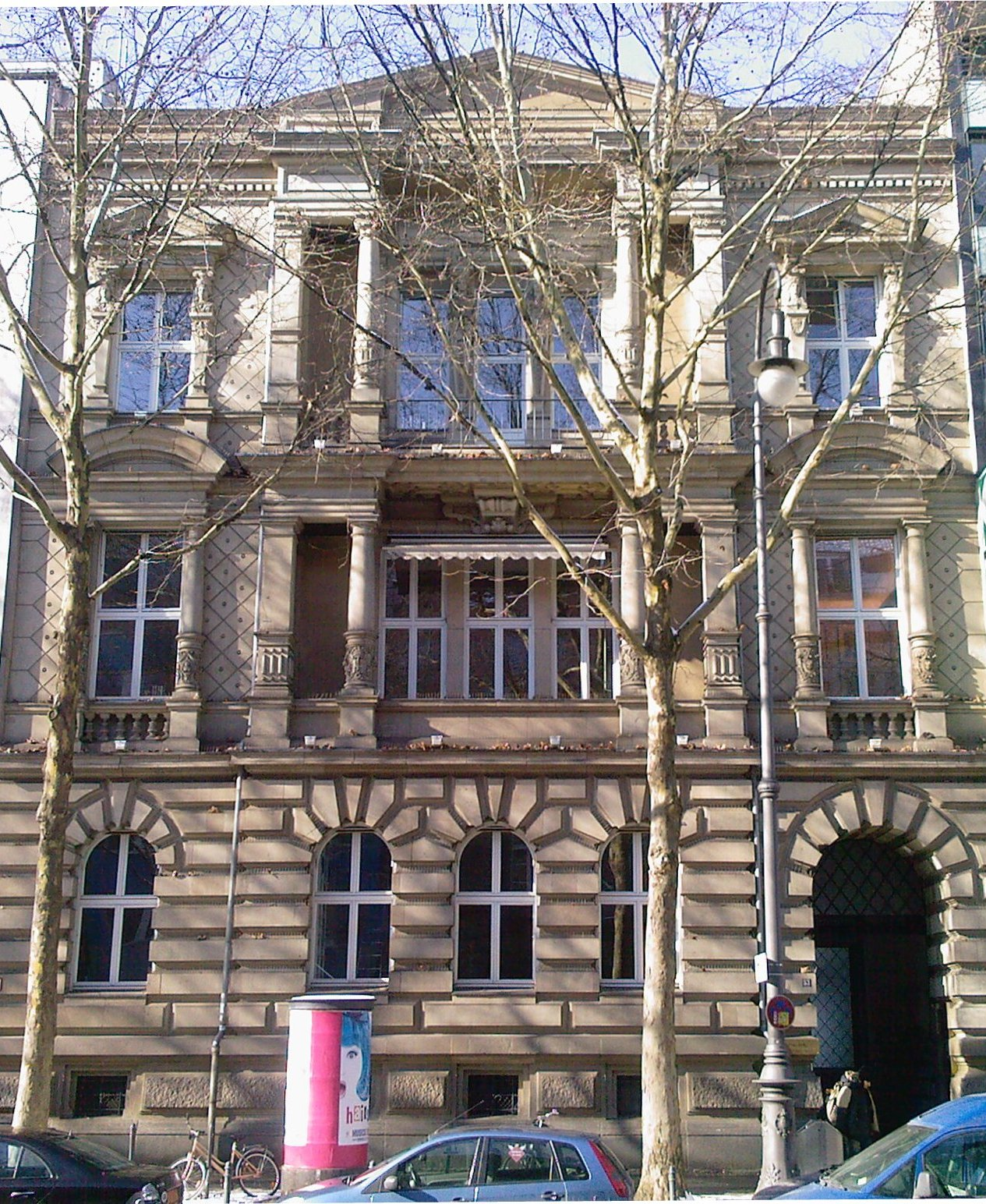
Sede de Taschen en Hohenzollernring 53, Colonia

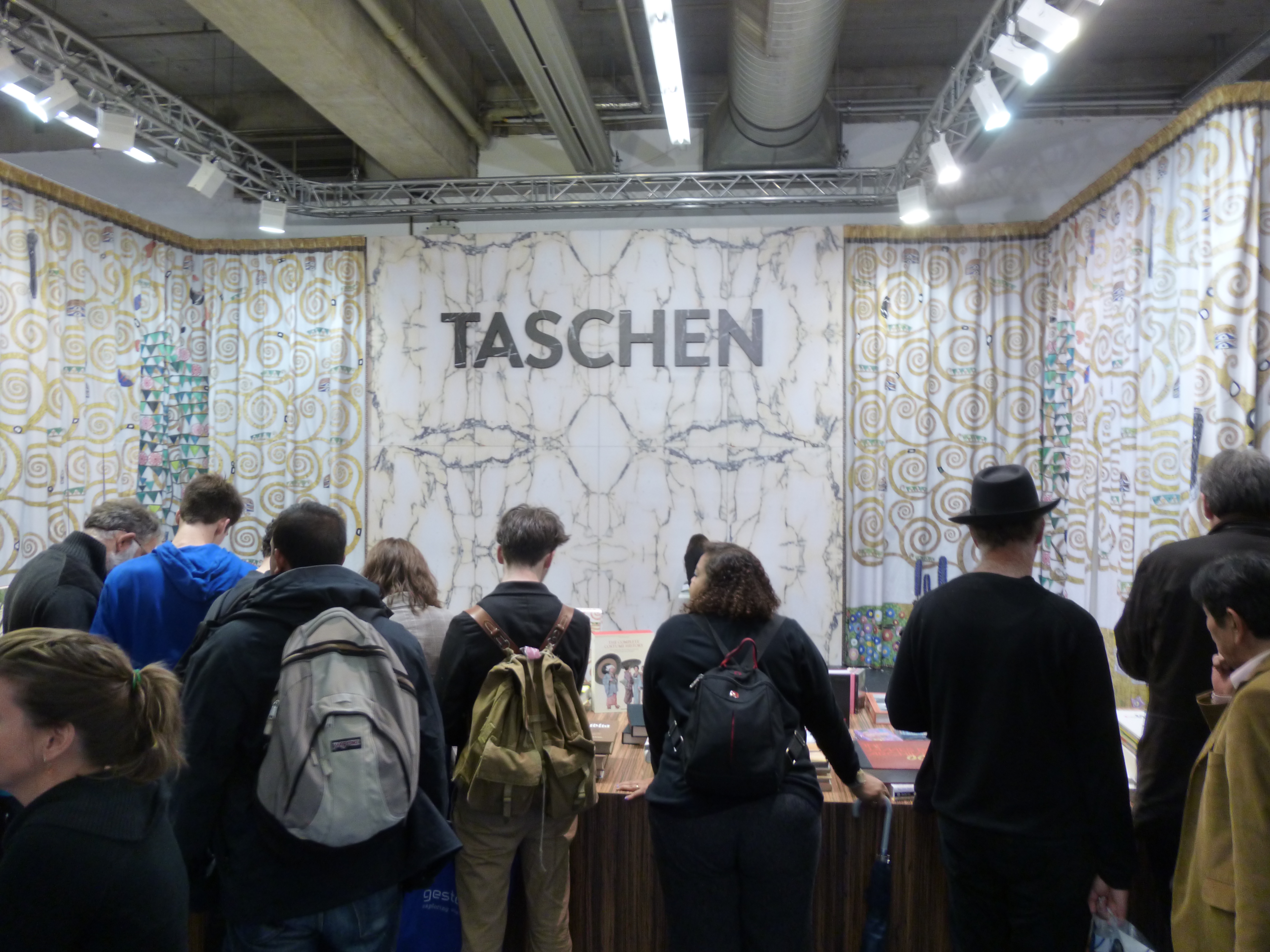
Edición especial de Gustav Klimt

Siendo el menor de cinco hermanos, Benedikt Taschen se inició en los negocios a la edad de 12, cuando empezó a vender cómics usados a domicilio. A la edad de 15 era económicamente independiente, y a los 18 ya había abierto una tienda, Taschen Comics, en Colonia. No fue a la universidad, pues pronto empezó a publicar sus propios cómics. La portada de Sally Forth, la primera de las publicaciones Taschen, muestra una mujer desnuda, rubia y voluptuosa que es seguida por dos criaturas parecidas a gnomos de ojos saltones (el sexo y el voyeurismo, temas recurrentes en Taschen, ya estaban en primera plana).
En 1982 Taschen abrió una nueva tienda que contaba con tres pisos. Dos años más tarde, compró 40 000 ediciones que estaban en liquidación de un libro de René Magritte publicado en inglés, en cuestión de semanas los vendió todos al doble de precio. Con las ganancias, publicó un libro de fotografías de Annie Leibovitz con su propio sello editorial. A esta edición le siguieron otras sobre Picasso, Dalí y M. C. Escher.

## Marca
El nombre de la editorial parte del apellido de su creador, Benedikt Taschen. Su primer logotipo fue un rectángulo de color rojo en el cual se encontraba la palabra Taschen en mayúscula, con una tipografía de palo seco. Actualmente se muestra sin el rectángulo, solo la tipografía en color azul marino, con derivaciones en color negro o blanco.

## Concepto
La editorial Taschen es una editorial importante. La marca alemana se define como una empresa cuyo liderazgo se debe a su gran variedad de formatos y conceptos. Actualmente dispone de tiendas oficiales en gran parte del mundo.
Con una trayectoria de 30 años, Taschen se convirtió en el editor de los mayores artistas de nuestro tiempo. Su equipo internacional ha editado, diseñado, producido, promocionado y vendido más de dos mil títulos.

## Empresa
Taschen ha tenido una participación relevante en la investigación, búsqueda, registro y difusión de volúmenes que tratan sobre manifestaciones artísticas no tan reconocidas, entre estas manifestaciones se incluyen: fetichismo, fotografía gay, historiografía erótica, pornografía y revistas para adultos (incluyendo varios libros acerca de la revista Playboy). Taschen difundido estos (potencialmente controversiales) volúmenes junto con sus más conocidos libros sobre cómics, fotografía, pintura, diseño, moda, industria de la publicidad, películas y arquitectura. 
Sus publicaciones están disponibles en una gran variedad de formatos, desde enormes tomos que registran de manera detallada la obra de artistas como Leonardo Da Vinci, pasando por inusuales libros de mediano tamaño, hasta sus libros de pequeño formato y pasta blanda que contienen cualquier tema, desde Las Vegas hasta desnudos masculinos. Las ediciones de Taschen no se limitan a los libros, sino que se extienden a calendarios, agendas y tarjetas postales.
La compañía ha publicado libros bien diseñados e innovadores a precios accesibles. Los volúmenes de la serie Icons, por ejemplo, se caracterizan por ser libros de bolsillo y su costo general de 10 dólares los convierte en algunos de los libros de arte más económicos del mercado.
Otra serie bastante popular es Basic Art, que cuenta con 50 volúmenes. Cada uno aborda un artista diferente, desde Miguel Ángel hasta artistas más contemporáneos como Lucio Fontana. Editorial Taschen también ha publicado una serie llamada Basic Architecture (bastante similar a Basic Art) y que actualmente cuenta con 19 volúmenes.
A la par que la mayoría de sus ediciones han obligado a las demás casas editoriales (Abbeville, Rizzoli, Abrams, Phaidon, entre otras) a disminuir sus precios, Taschen ha publicado uno de los libros más caros en la historia de la publicidad, con un precio de 15 000 dólares, 75 libras de peso, 700 páginas de extensión, e incluso una banda sonora acompañante, el libro GOAT (Greatest Of All Time), es un tributo al boxeador estadounidense Muhammad Ali. Según una entrevista a Benedikt Taschen hecha por el diario LA Weekly, el libro contendrá imágenes de Muhammad Ali con Malcolm X y fotografías de Muhammad Ali tomadas por Malcom X.
El diario alemán Der Spiegel llamó a este libro «la más grande, más pesada y más radiante cosa impresa en la historia de la civilización». Taschen también ha publicado la retrospectiva del fotógrafo Helmut Newton (titulada SUMO y cuyo costo nuevamente alcanza los 15 000 dólares) y una edición limitada sobre la obra de Nobuyoshi Araki cuyo costo es de 4000 dólares.

## 25.º aniversario

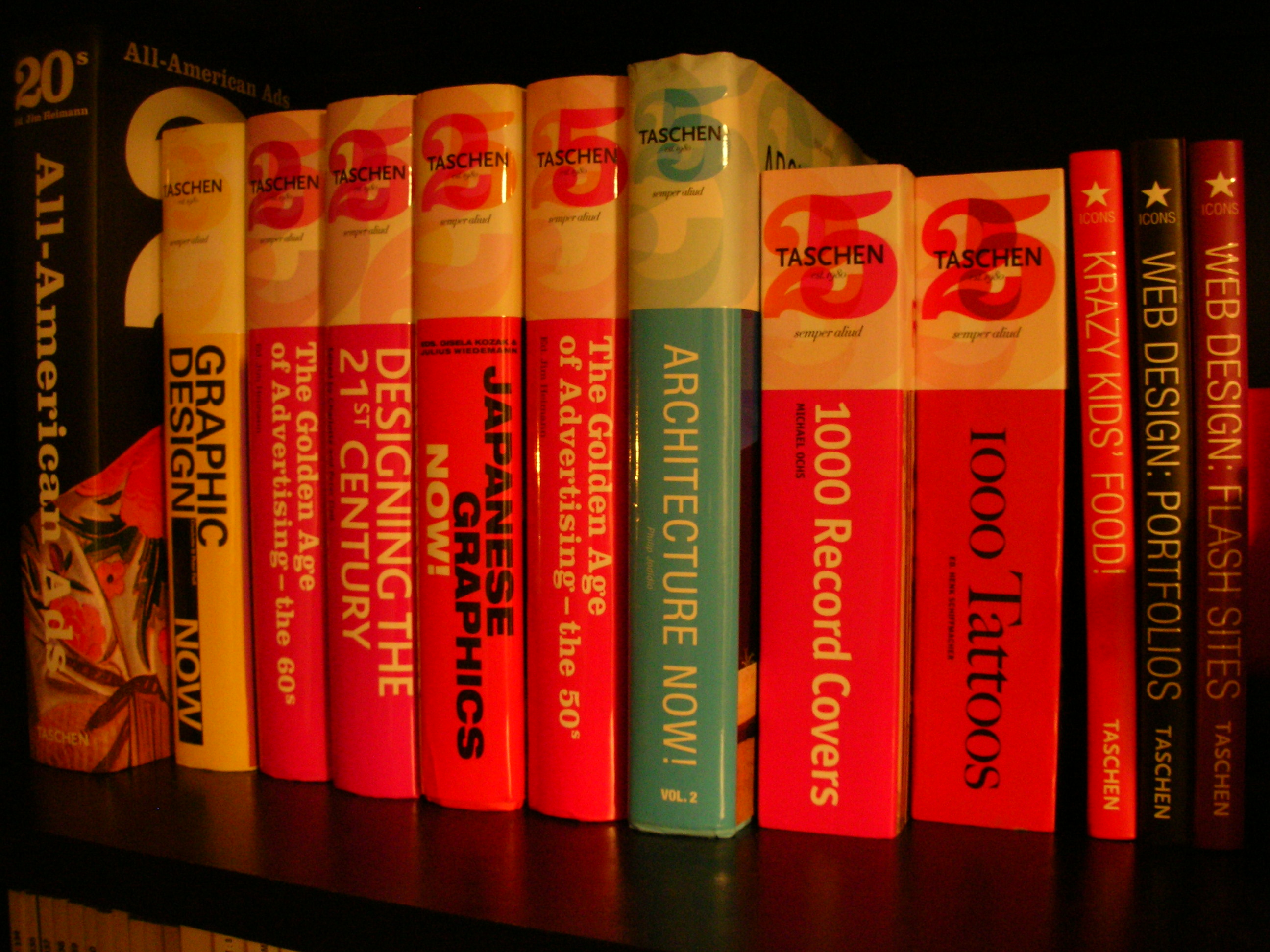
Algunos de las ediciones con motivo del aniversario.

En 2005 la editorial cumplió 25 años, con ellos lanzó varias ediciones de algunos de sus libros. Entre ellos se encuentran algunas ediciones de excelente calidad, tanto como nuevos formatos. Algunos títulos, como Arte del siglo XX, Fashion Now, Art Now, Photography Icons y Architecture Now, son algunos de los más representativos, y estos fueron publicados en ediciones de menor tamaño.

## TASCHEN Magazine
TASCHEN publica dos veces al año una revista dirigida a sus lectores, en la que presenta todas sus novedades editoriales e interesante contenido extra para sus lectores como entrevistas a autores, y coleccionistas de libros y otras personalidades relacionadas con la marca.  Esta revista se publica en versión digital e impresa y es gratuita. Para recibirla sólo necesario suscribirse a través de la página web de la editorial www.taschen.com La revista impresa, en formato A4, en inglés, e impresa bajo un alto standard de calidad es enviada mediante servicio de correo postal.

## Temas
- Arquitectura
- Arte
- Cine
- Clásicos
- Ed. de coleccionista
- Diseño
- Fotografía
- Estilo/Viajes
- Moda
- Cultura Pop
- Libros de Sexo

## Tiendas oficiales
En estas tiendas hay gran oferta de libros para ver, interactuar y comprar: sus títulos más simbólicos, además de ediciones limitadas o sus famosos libros XL. Las tiendas tienen una arquitectura interesante, diseñada por arquitectos de renombre: 
- Berlín (Schlüterstraße 39, 10629)
- Beverly Hills (354 N. Beverly Drive, Beverly Hills. Los Ángeles, CA 90210)
- Bruselas (Grand Sablon/Grote Zavel, Rue Lebeaustraat 18, 1000)
- Colonia (Hohenzollernring 28, 50672)
- Hollywood (Farmers Market, 6333 oeste Calle 3ª, CT-10 Los Ángeles, CA 90036)
- Hong Kong (Shop 01-G02 Tai Kwun, 10 Hollywood Road, Central Hong Kong SAR)
- Londres (Plaza Duke of York nº12. SW3 4LY)
- Londres Claridge’s (49 Brook Street, Londres, W1K 4HW)
- Miami (Lincoln Rd. 1111, Miami Beach, FL 33139)
- Milán (Via Meravigli 17, 20123 Milán)
- París (Rue de Buci n.º 2. 75006)
- Madrid (Calle del Barquillo n.º 30)